# Řecká katolická církev
Řecká katolická církev je jednou z řeckokatolických, tj. východních katolických církví byzantského ritu. Vznikla činností katolických misionářů v 19. a 20. století mezi duchovenstvem a věřícími řeckých pravoslavných církví, zejména konstantinopolského patriarchátu. Vzniklo několik malých katolických komunit např. v Istanbulu, východní Thrákii (dnes evropská část Turecka) i na území dnešního Řecka. Pro tyto věřící vytvořil papež sv. Pius X. 11.6. 1911 apoštolský exarchát se sídlem v Istanbulu. Prvním apoštolským exarchou se stal biskup Isaisas Papadopulos. V rámci výměny obyvatelstva mezi Řeckem a Tureckem po řecko-turecké válce začátkem dvacátých let 20. století se většina řeckých katolíků byzantského ritu vystěhovala z Turecka. Řeckokatolíci z Istanbulu se usadili v Aténach a věřící z východní Thrákie v severořeckém městě Giannitsa, kde už předtím vznikla malá řeckokatolická komunita. Roku 1932 se exarchát rozdělil na dva nové apoštolské exarcháty: jeden v Řecku se sídlem v Aténách ( vytvořen 11.6.1932) a druhý v Turecku se sídlem v Istanbulu.

## Počet členů a geografické rozšíření
V roce 2006 měla řecká katolická církev 2.330 členů, r.2009 - 2.500 a r.2013 a 2016 - 6.000. Většina z nich žije v Řecku (2300), zejména v Aténách. Mimo Atén existují komunity v severořecké Giannitse a v Nea Makri blízko Atén. Řeckokatolická kaplička se nachází i na ostrově Syros v Egejském moři (Syros je nejkatoličtější částí Řecka - až 40 % obyvatel ostrova je římskokatolického vyznání). V Turecku žije jen 30(nebo 20) řeckých řeckokatolických věřících.

## Hierarchie
Apoštolským exarchou katolíků byzantského obřadu v Řecku se sídlem v Aténách byl biskup Dimitrios Salachas ,titulární biskup z Gratianopolis (* 1939) - je emeritní exarcha. Do úřadu exarchy jej papež Benedikt XVI. jmenoval 23. dubna 2008. Biskupské svěcení přijal 24. května 2008. V čele apoštolského exarchátu v Aténách nahradil biskupa Anargyrose Printezise (1937-2012), který ho vedl v letech 1975-2008. Od r.2016 je exarchou Manuel Nin OSB - benediktin (*1956) : jmenován 2.2.,15.4. vysvěcen a 29.5.2016 instalován do úřadu. Je titulární biskup z Carcabie. V pastoraci s ním ve 3 farnostech působí (2016): 7 diecézních kněží a 11 řeholnic. Apoštolský exarchát v Turecku (1farnost) je nejen bez exarchy (druhý a zatím poslední - Denis Leonid Varouhas zemřel r.1957), ale jeho 30 věřících (2013- jen 20) nemá k dispozici ani kněze. ( Statistiky Viz www.catholic-hierarchy.org ) .